# Сумчатый муравьед
Сумчатый муравьед, или намбат, или мурашеед (лат. Myrmecobius fasciatus), — сумчатое млекопитающее из отряда хищных сумчатых. Вид выделяется в монотипическое семейство Myrmecobiidae.

## Подвиды
Сумчатый муравьед образует 2 подвида:
- M. f. fasciatus — Западный намбат[4]
- † M. f. rufus — Рыжий намбат[4]

## Внешний вид
Размеры этого сумчатого невелики: длина тела 17—27 см, хвоста — 13—17 см. Вес взрослого животного составляет 280—550 г; самцы крупнее самок. Голова у сумчатого муравьеда уплощённая, морда вытянутая и заостренная, рот маленький. Червеобразный язык может высовываться изо рта почти на 10 см. Глаза большие, уши заострённые. Хвост длинный, пушистый, как у белки, не хватательный. Обычно намбат держит его горизонтально, с чуть загнутым кверху кончиком. Лапы довольно короткие, широко расставленные, вооружены сильными когтями. Передние конечности с 5 пальцами, задние — с 4.
Волосяной покров у намбата густой и жёсткий. Он окрашен в серовато-коричневый или рыжеватый цвет. Шерсть на спине и верхней части бёдер покрыта 6—12 белыми или кремовыми полосами. У восточных намбатов окраска однотонней, чем у западных. На морде видна чёрная продольная полоса, идущая от носа через глаз к уху. Брюхо и конечности жёлто-белые, охристые.
Зубы у сумчатого муравьеда очень маленькие, слабые и часто асимметричные: коренные зубы справа и слева могут иметь разную длину и ширину. Всего у намбата 50—52 зуба. Твёрдое нёбо тянется значительно дальше, чем у большинства млекопитающих, что характерно для других «длинноязыких» животных (панголинов, броненосцев). У самок 4 соска. Выводковая сумка отсутствует; есть только млечное поле, окаймлённое курчавой шерстью.

## Образ жизни и питание

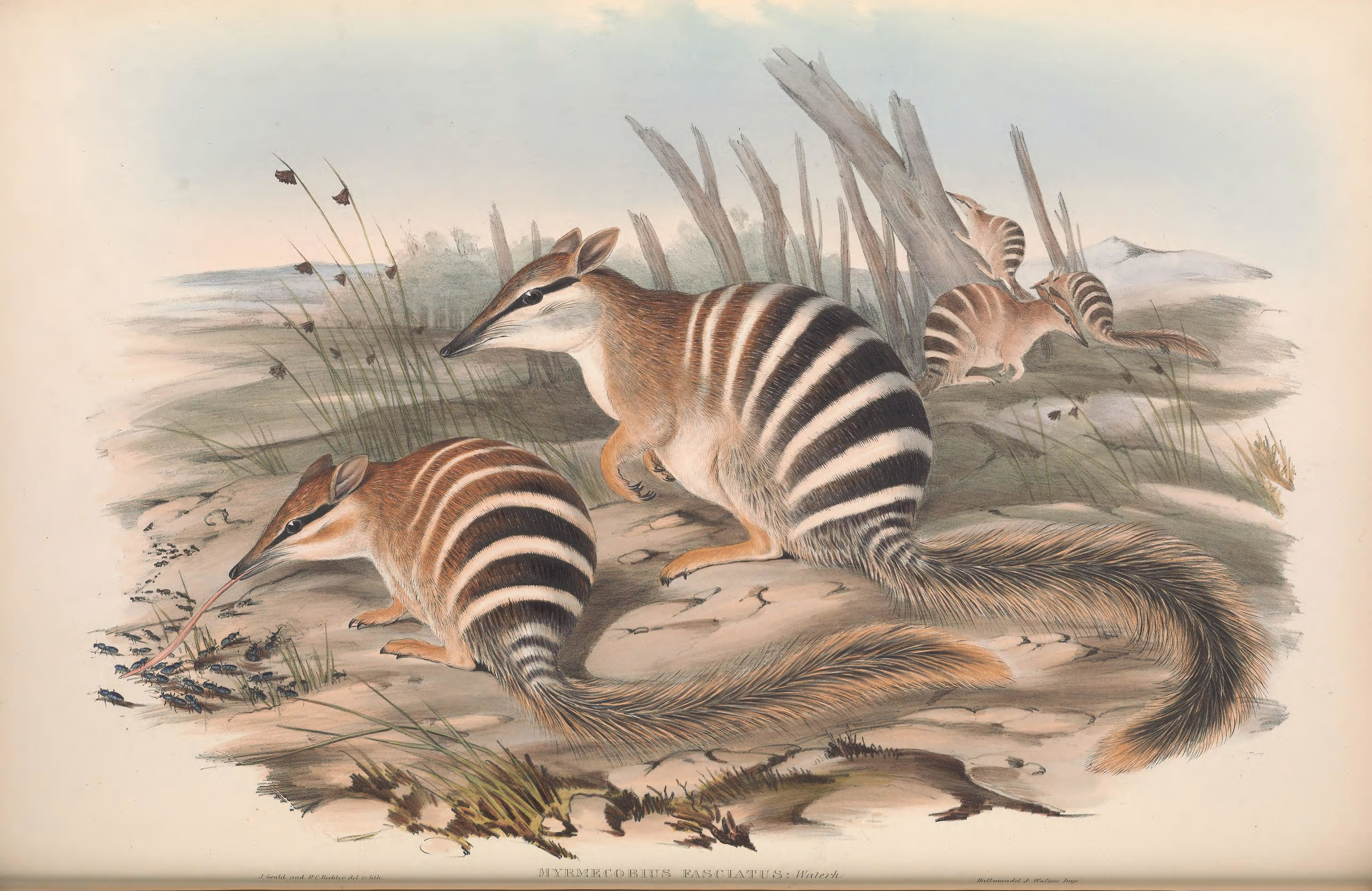
Рисунок сумчатого муравьеда работы Henry Constantine Richter, 1845

До начала европейской колонизации намбат был распространён в Западной и Южной Австралии, от границ Нового Южного Уэльса и Виктории до побережья Индийского океана, на севере доходя до юго-западной части Северной Территории. Сейчас ареал ограничен юго-западом Западной Австралии. Населяет он в основном эвкалиптовые и акациевые леса и сухие редколесья.
Питается намбат почти исключительно термитами, реже муравьями. Других беспозвоночных поедает только случайно. Это единственное сумчатое, которое питается только социальными насекомыми; в неволе сумчатый муравьед ежедневно поедает до 20 тыс. термитов. Намбат разыскивает пищу с помощью своего чрезвычайно острого обоняния. Когтями передних лап он раскапывает почву или разламывает гнилую древесину, затем липким языком ловит термитов. Добычу намбат глотает целиком или чуть разжевав хитиновые оболочки.
Во время трапезы намбат совершенно не обращает никакого внимания на окружающую обстановку. В такие моменты его можно погладить или даже взять в руки.
Поскольку конечности и когти сумчатого муравьеда (в отличие от других мирмекофагов — ехидн, муравьедов, трубкозубов) слабые и не способны справиться с прочным термитником, охотится он в основном днём, когда насекомые в поисках корма передвигаются по подземным галереям или под корой деревьев. Дневная активность намбата синхронизирована с активностью термитов и температурой окружающей среды. Так, летом к середине дня почва сильно прогревается, и насекомые уходят глубоко под землю, поэтому намбаты переходят на сумеречный образ жизни; зимой они кормятся с утра до полудня, примерно по 4 часа в сутки.
Намбат довольно проворен, может лазить по деревьям; при малейшей опасности прячется в укрытие. Ночь он проводит в укромных местах (неглубоких норах, дуплах деревьев) на подстилке из коры, листьев и сухой травы. Сон у него очень глубокий, похожий на анабиоз. Известно немало случаев, когда люди вместе с валежником случайно сжигали и намбатов, которые не успевали проснуться. За исключением периода размножения, сумчатые муравьеды держатся поодиночке, занимая индивидуальную территорию площадью до 150 га. Будучи пойманным, намбат не кусается и не царапается, а только отрывисто посвистывает или ворчит.

## Размножение
Брачный сезон у намбатов длится с декабря по апрель. В это время самцы покидают свои охотничьи участки и отправляются на поиски самок, метя деревья и землю маслянистым секретом, который вырабатывает особая кожная железа на груди.
Крохотные (10 мм длиной), слепые и голые детёныши рождаются через 2 недели после спаривания. В помёте 2—4 детёныша. Поскольку выводковой сумки у самки нет, они повисают на сосках, цепляясь за шерсть матери. По некоторым сведениям роды происходят в норе длиной 1—2 м. Самка носит детёнышей на животе около 4 месяцев, пока их размеры не достигнут 4—5 см. Затем она оставляет потомство в неглубокой норе или дупле, продолжая по ночам приходить для кормления. К началу сентября молодые намбаты начинают ненадолго покидать нору. К октябрю они переходят на смешанную диету из термитов и материнского молока. Молодняк остаётся с матерью до 9 месяцев, окончательно покидая её в декабре. Половая зрелость наступает на втором году жизни.
Продолжительность жизни (в неволе) — до 6 лет.

## Статус популяции и охрана
В связи с хозяйственным освоением и расчисткой земель численность сумчатого муравьеда резко сократилась. Однако основная причина уменьшения его численности — преследование хищниками. Из-за дневного образа жизни намбаты более уязвимы, чем большинство некрупных сумчатых; на них охотятся хищные птицы, динго, одичавшие собаки и кошки и особенно рыжие лисы, которых в XIX в. завезли в Австралию. Лисы полностью уничтожили популяцию намбатов в Виктории, Южной Австралии и Северной Территории; уцелели они только в виде двух небольших популяций неподалёку от Перта. В конце 1970-х гг. намбатов насчитывалось менее 1000 особей.
В результате интенсивных охранных мероприятий, уничтожения лис и реинтродукции намбатов популяцию удалось увеличить. Популяцию намбатов активно разводят в австралийском природоохранном парке Стерлинг-Рейндж. Однако этот зверь по-прежнему входит в списки Международной Красной книги со статусом «исчезающий» (Endangered).